# Arcelor
Арцелор (Arcelor S.A.) је био највећи произвођач челика на свету (45 мил. тона) са највећим приходом у од 30,2 милијарди долара у 2004. години. Компанија је основана 2002. године уједињењем компанија Ацералија (Шпанија), Унисор (Француска) и Арабед (Луксембург). Арцелор је од 2006. године део компаније Арцелор Митал.